# Condado de Gilmer (Geórgia)
O Condado de Gilmer é um dos 159 condados do Estado americano de Geórgia. A sede do condado é Ellijay, e sua maior cidade é Ellijay. O condado possui uma área de 1 118 km², uma população de 23 456 habitantes, e uma densidade populacional de 21 hab/km² (segundo o censo nacional de 2000). O condado foi fundado em 3 de dezembro de 1832.